# Procope (usurpateur)
Pour les articles homonymes, voir Procope.
Ne doit pas être confondu avec Procope (magister militum).
Procope, né en 326 et mort le 27 mai 366, est un membre de la dynastie des Constantiniens et un usurpateur qui a essayé de prendre le titre d'empereur romain à Valens (r. 364-378).

## Biographie

### Origines
Si l'on en croit l'historien Ammien Marcellin, Procope serait né en Cilicie, patrie de sa mère, et aurait été le cousin de l'empereur Julien. Sa grand-mère maternelle serait Anastasia, la sœur de Constantin. Procope soutient la cause du paganisme, tout comme son cousin Julien. Avec lui, il fréquente en 363 le temple de Sin, le dieu-Lune, à Carrhes (d'après Ammien Marcellin[Où ?]).

### Campagnes contre la Perse
Entre 358 et 359, Procope participe à une ambassade avec le général Lucillianus envoyée par Constance II auprès de Chapour II pour négocier un prolongement de la paix entre l'Empire sassanide et l'Empire romain. La mission diplomatique échoue et les incursions perses en territoire romain reprennent dès le printemps 359.
En 363, l'empereur Julien, qui prépare une grande expédition contre les Sassanides lui confie le commandement avec Sébastien d'un corps d'armée de 30 000 hommes avec pour mission de prendre les ennemis à revers. Par ailleurs, Julien aurait fait de lui son successeur désigné, même si la chose reste sujette à caution.
Cependant, Procope restera tout au long de l'offensive en Arménie et y est toujours à la mort de Julien en plein territoire sassanide. L'armée, qui l'accuse de trahison, préfère se rallier à l'un de ses officiers, l'illyrien Jovien. Procope s'enfuit alors à Chalcédoine pour sauver sa vie avant que le sénateur Strategius ne réagisse.

### Usurpation

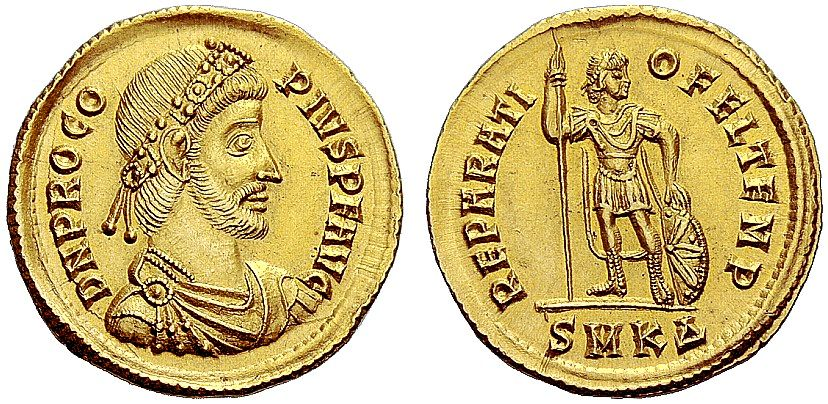
Solidus. Effigie de Procope, entourée par D N PROCO – PIVS P F AVG (Dominus Noster Procopius Pius Felix Augustus, « Notre Seigneur Procope, pieux et vénérable empereur »). Au revers : l'empereur en pied, avec l'inscription REPARATI-O FEL TEMP (Reparatio Felicitas Temporum, « Le retour des temps heureux »). CONS est l'abréviation de « (fait à) Constantinople ».

Dès le retour de Jovien dans l'Empire, Procope l'assure de sa loyauté. Jovien étant mort à son tour, le pouvoir fut confié à Valentinien Ier qui le partagea avec son frère Valens. Les deux hommes, inquiets de ce que pourrait faire Procope auraient tenté de se débarrasser de lui.
En 365, de retour à Constantinople, il profite de l'absence de Valens parti en Orient affronter les Sassanides pour se faire reconnaître par les vétérans de Julien. Il joue de sa filiation personnelle avec l'empereur Julien et les Constantiniens et prend sous sa protection la fille posthume de Constance II, Flavia Maxima Constantia alors enfant. L'impopularité de Valens lui permet de contrôler rapidement les provinces de Thrace, de Bithynie et de Pannonie. Cela dit, le ralliement d'un ami de Julien, le ministre Salutius à l'empereur légitime divise les nostalgiques de Julien.
Procope tente de rallier le général Arbitio, ancien maître de cavalerie de Constance II qui jouit encore d'un grand prestige et d'une grande influence dans l'armée. Sur le refus de ce dernier de se rendre à sa convocation en raison de son grand âge, Procope ordonne la spoliation de sa maison à Cyzique. En réaction, Arbitio se met au service de Valens et s'emploie avec succès à rallier les officiers et les soldats passés à Procope.
Valens négocie avec les généraux de l'armée rebelle et, le mois suivant, parvient à gagner leur allégeance. Les forces restantes de Procope sont finalement défaites à la bataille de Thyateira.
S'il parvient à s'enfuir, Procope est trahi par deux de ses suivants. Valens le fait décapiter le 27 mai 366.
Il est le père du magister militum Procope avec lequel il est parfois confondu.

#### Sources antiques
Ammien Marcellin, Res Gestae, livre XXVI, chap. v à x [Lire en ligne, trad. sous la direction de M. Nisard, Paris Firmin Didot, 1860 (page consultée le 22 juillet 2025)]

#### Études
- (en) Thomas M. Banchich, Procopius (365-366 A.D.). « https://www.roman-emperors.org/procopis.htm »(Archive.org • Wikiwix • Archive.is • Google • Que faire ?)
- Mario J. A. Bartolini, « Procope (325-366 apr. J.-C.) d'après Ammien Marcellin » dans Histoire antique, no 31, mai-juin 2007, p. 62-67.